# Hiệp ước Hay–Pauncefote
Hiệp ước Hay–Pauncefote (Hay–Pauncefote Treaty) là bản hiệp ước được ký kết giữa Hoa Kỳ với Vương quốc Anh vào ngày 18 tháng 11 năm 1901, như là một sự khởi đầu cho việc xây dựng Kênh đào Panama. Hiệp Ước này đã thay thế cho Hiệp ước Clayton–Bulwer được ký kết trước đó vào năm 1850, qua đó đánh dấu quyền kiểm soát của Hoa Kỳ lên kênh đào qua eo đất Trung Mỹ nối giữa thái Bình Dương với đại Tây Dương. Trong hiệp ước Clayton–Bulwer, cả hai quốc gia đã nhất trí không độc chiếm việc xây dựng kênh đào qua eo đất Trung Mỹ và duy trì trạng thái trung lập đối với kênh đào này.

## Bối cảnh
Năm 1850, Anh và Hoa Kỳ ký Hiệp ước Clayton – Bulwer, theo đó một kênh đào sẽ được xây dựng ở khu vực Trung Mỹ nhằm nối liền vận tải đường biền giữa Thái Bình Dương với Đại Tây Dương, được đảm bảo ở trạng thái trung lập và không một quốc gia nào có quyền chiếm đóng hoặc can thiệp vào các quốc gia thuộc khu vực kênh đào. Tuy nhiên ở Hoa Kỳ do sự phát triển ngày càng mạnh mẽ trong những năm cuối thế kỷ XIX - đầu thế kỷ XX, hiệp ước Clayton – Bulwer ngày càng bộc lộ những hạn chế của nó đối với các chính sách của giới cầm quyền Hoa Kỳ ở khu vực Mỹ Latin. Đồng thời Vương quốc Anh nhận ra rằng ảnh hưởng của họ ở khu vực Trung và Nam Mỹ ngày càng suy giảm, cần thiết buộc phải chia sẻ quyền lợi cho Hoa Kỳ như là một đối trọng đủ mạnh nhằm ngăn chặn ảnh hưởng ngày càng tăng của Đế quốc Đức lên khu vực này. Các cuộc đàm phán giữa hai bên được mở ra, trong đó phía Đế quốc Anh cố gắng chấp nhận các yêu cầu của Hoa Kỳ, miễn là chính quyền Hoa Kỳ tôn trọng và cam kết không vi phạm những nguyên tắc trung lập đã được quy định trong hiệp ước trước đó. 

## Quá trình đàm phán và ký kết hiệp ước
Bản dự thảo hiệp ước được tổng thống William McKinley đưa lên Thượng viện Mỹ vào ngày 5 tháng 2 năm 1900, về cơ bản như sau: 
- Hoa Kỳ trực tiếp xây dựng và quản lý kênh đào.
- Kênh đào phải duy trì trạng thái trung lập và hoạt động của nó phải dựa trên Thỏa thuận Kênh Đào Suez – tức duy trì trạng thái mở cửa trong mọi thời điểm kể cả trong thời chiến đối với mọi loại tàu thuyền mà không có phân biệt đối xử và không có các công trình quân sự được xây dựng ở kênh đào hoặc vùng tiếp giáp biển.
- Các quốc gia khác phải tham gia đảm bảo sự trung lập của kênh đào.

Những điều khoản trên đã kích động sự thù địch mạnh mẽ ở Hoa Kỳ, và thượng nghị sỹ Henry G. Davis phải đệ trình một bản sửa đổi bởi Ủy ban Đối Ngoại Hoa Kỳ. Những điều khoản được sửa chữa và bổ sung, theo đó trạng thái trung lập của kênh đào không ngăn cản Hoa Kỳ thực hiện các hoạt động quân sự gần đó. Thượng viện Mỹ sau đó đã phê chuẩn bản sửa đổi này vào ngày 20 tháng 12 năm 1900, tuy nhiên phía Vương quốc Anh lại bác bỏ, và bản sửa đổi này nhanh chóng hết hiệu lực vào ngày 5 tháng 3 năm 1901.
Mặc dù có một số bất đồng, cả hai phía Anh và Hoa Kỳ tiếp tục tiến trình đàm phán, lúc này hai bên đều có sự nhượng bộ lẫn nhau. Đến ngày 18 tháng 11 năm 1901, bản hiệp ước hoàn chỉnh được ký kết giữa Bộ trưởng Ngoại giao Hoa Kỳ John Hay với Đại sứ Anh tại Hoa Kỳ là Pauncefote. Tổng thống Hoa Kỳ Theodore Roosevelt trình lên Thượng viện và được phê chuẩn ngày 16 tháng 12. Bản hiệp ước được điều chỉnh này đã chấm dứt hiệu lực của hiệp ước Clayton – Bulwer, cho phép Hoa Kỳ xây dựng các công trình phòng thủ quân sự nhưng không được sử dụng cho các hoạt động quân sư trong thời chiến. Hiệp ước còn trao cho Hoa Kỳ quyền xây dựng và quản lý kênh đào, đồng thời cho phép tất cả các quốc gia tự do đi qua kênh đào, và ngăn cấm việc chiếm đoạt kênh đào bằng vũ lực.

## Nội dung hiệp ước
Điều I: Hiệp ước được ký ngày hôm nay sẽ thay thế bản hiệp ước vào được ký vào ngày 19 tháng 4 năm 1850.
Điều II: Chúng tôi thỏa thuận (đồng ý) rằng Kênh Đào sẽ được thi công dưới sự bảo hộ (giám sát) của Hợp chúng quốc Hoa Kỳ, dù là từ chính kinh phí của họ, từ các khoản tặng hay mượn từ các cá nhân hay tổ chức, hay từ các khoản quyên góp hoặc mua trái phiếu, cổ phần, và đồng ý rằng, chiếu theo các điều khoản của hiệp ước, Chính phủ Hoa Kỳ sẽ được hưởng tất cả các quyền liên quan trong việc thi công kênh đào, cũng như sự độc quyền về mặt quản lý pháp lý và điều hành kênh đào.
Điều III: Trên cơ sở trung lập kênh đào, Hợp chúng quốc Hoa Kỳ tiếp nhận những quy tắc dưới đây đã được ghi nhận trong Công ước Constantinople ký vào ngày 28 [29] tháng 10 năm 1888 về tự do hàng hải trên kênh đào Suez, cụ thể như sau: 
- Kênh đào mở cửa tự do cho tàu thương mại và chiến hạm của tất cả các quốc gia tuân thủ những quy tắc một cách bình đẳng để không bị phân biệt đối xử với bất kỳ quốc gia nào khác, hoặc các công dân của họ, liên quan đến những điều kiện hoặc chi phí đi lại, hoặc bất kỳ phương diện khác. Những điều kiện và chi phí di chuyển được đảm bảo chính xác và công bằng.
- Kênh đào sẽ không bao giờ bị phong tỏa, cũng như không có bất kỳ quyền chiến tranh và hành động thù địch nào được thực thi bên trong nó. Tuy nhiên Hợp chúng quốc Hoa Kỳ sẽ duy trì lực lượng quân cảnh cần thiết dọc theo kênh đào để bảo vệ nó khỏi tình trạng vô tổ chức, vô pháp luật.
- Chiến hạm của bên tham chiến không được cung cấp cũng như lấy bất kỳ lương thực nào trên kênh đào trừ khi việc đó thực sự cần thiết; và việc di chuyển của những con tàu như vậy qua kênh đào sẽ được trì hoãn trong thời gian ít nhất có thể phù hợp với các quy định đã có hiệu lực, và chỉ với thời gian ngừng như là từ những hoàn cảnh bắt buộc phải giúp đỡ. Phần thưởng đối với những người tuân thủ các quy định giống như các chiến hạm của các bên tham chiến.
- Không bên tham chiến nào được phép đổ bộ quân đội, phương tiện chiến tranh hoặc nguyên liệu phục vụ chiến tranh trên kênh đào, trừ trường hợp bị ngăn chặn di chuyển, trong trường hợp đó việc di chuyển sẽ được khôi phục lại bằng mọi hành động nhanh chóng có thể.
- Những quy định của điều khoản này sẽ được áp dụng lên vùng nước tiếp giáp với kênh đào trong vòng 3 hải lý của mỗi nước. Các chiến hạm của các bên tham chiến không được ở lại quá 24 giờ/lần ở bất kỳ vùng nước nào, trừ trường hợp nguy hiểm, và trong những trường hợp như thế phải xuất phát càng sớm càng tốt; những chiến hạm của một bên tham chiến sẽ không được xuất phát trong vòng 24 giờ kể từ lúc chiến hạm của bên tham chiến khác xuất phát.
- Cây cối, công trình và mọi công việc cần thiết đến việc xây dựng, bảo trì, và vận hành kênh đào được xem như là một phần trong đó, cho những mục đích của hiệp ước này, và trong thời chiến cũng như trong thời bình, sẽ hoàn toàn được bất khả xâm phạm từ bất kỳ sự tấn công hoặc làm thương tổn nào của các bên tham chiến và từ những hành động được tính toán để làm suy yếu sự hữu dụng của chúng như là một phần của kênh đào.

Điều IV: Không có sự thay đổi chủ quyền lãnh thổ, các quan hệ quốc tế của quốc gia, các quốc gia đi trên kênh đào ảnh hưởng đến các nguyên tắc chung về sự trung lập hoặc nghĩa vụ của các bên ký hiệp định dưới hiệp ước này.
Điều V: Tổng thống Hợp chúng quốc Hoa Kỳ, với sự cố vấn từ quốc hội, và Quốc vương Liên hiệp Anh sẽ phê chuẩn hiệp ước này; việc phê chuẩn sẽ được trao đổi ở Washington hoặc London sớm nhất trong vòng 6 tháng kể từ ngày ký kết.